# Wang Wiset (huyện)
Wang Wiset (tiếng Thái: วังวิเศษ) là một huyện (amphoe) của tỉnh Trang, Thái Lan.

## Lịch sử
Tiểu huyện (king amphoe) Wang Wiset được thành lập ngày 15 tháng 7 năm 1981 thông qua việc tách 5 tambon từ Sikao. Trụ sở huyện đầu tiên nằm ở trong (Wat) Rat Rangsan (cũng viết là Wat Ton Prang) được mở cửa ngày 2 tháng 11 năm 1981.
Đơn vị này đã được nâng cấp thành huyện ngày 21 tháng 5 năm 1990.

## Địa lý
Các huyện giáp ranh (từ phía đông theo chiều kim đồng hồ) là: Huai Yot, Mueang Trang và Sikao của tỉnh Trang, Khlong Thom và Lam Thap của tỉnh Krabi, và Bang Khan của tỉnh Nakhon Si Thammarat.

## Hành chính
Huyện này được chia thành 5 phó huyện (tambon), các đơn vị này lại được chia ra thành 70 làng (muban). Wang Wiset là một thị trấn (thesaban tambon) nằm trên một phần của tambon Wang Maprang Nuea. Có 5 Tổ chức hành chính tambon.
| \| STT. \| Tên \| Tên Thái \| Số làng \| Dân số \| \| \| ---- \| ----------------- \| ------------ \| ------- \| ------ \| \| \| 1. \| Khao Wiset \| เขาวิเศษ \| 21 \| 11.832 \| \| \| 2. \| Wang Maprang \| วังมะปราง \| 11 \| 5.124 \| \| \| 3. \| Ao Tong \| อ่าวตง \| 15 \| 9.016 \| \| \| 4. \| Tha Saba \| ท่าสะบ้า \| 11 \| 5.113 \| \| \| 5. \| Wang Maprang Nuea \| วังมะปรางเหนือ \| 12 \| 7.611 \| \| | Map of Tambon     |              |         |        |  |
| STT. | Tên               | Tên Thái     | Số làng | Dân số |  |
| 1. | Khao Wiset        | เขาวิเศษ      | 21      | 11.832 |  |
| 2. | Wang Maprang      | วังมะปราง     | 11      | 5.124  |  |
| 3. | Ao Tong           | อ่าวตง        | 15      | 9.016  |  |
| 4. | Tha Saba          | ท่าสะบ้า       | 11      | 5.113  |  |
| 5. | Wang Maprang Nuea | วังมะปรางเหนือ | 12      | 7.611  |  |